# Pals
Pals (katalánská výslovnost: [ˈpals]) je středověké město v Katalánsku na severu Španělska, několik kilometrů od moře v srdci zálivu Empordà na pobřeží Costa Brava. Leží na silnici C31 mezi Palafrugellem a L'Estartitem.
Dálková turistická trasa GR 92, která zhruba sleduje délku španělského středomořského pobřeží, prochází tímto městem. Pals leží na vnitrozemské etapě této stezky, mezi městy Torroella de Montgrí a Begur. Na sever směrem k Torroelle stezka vede přes Palau-sator, a na jih pokračuje přímo do Beguru.

## Hlavní památky

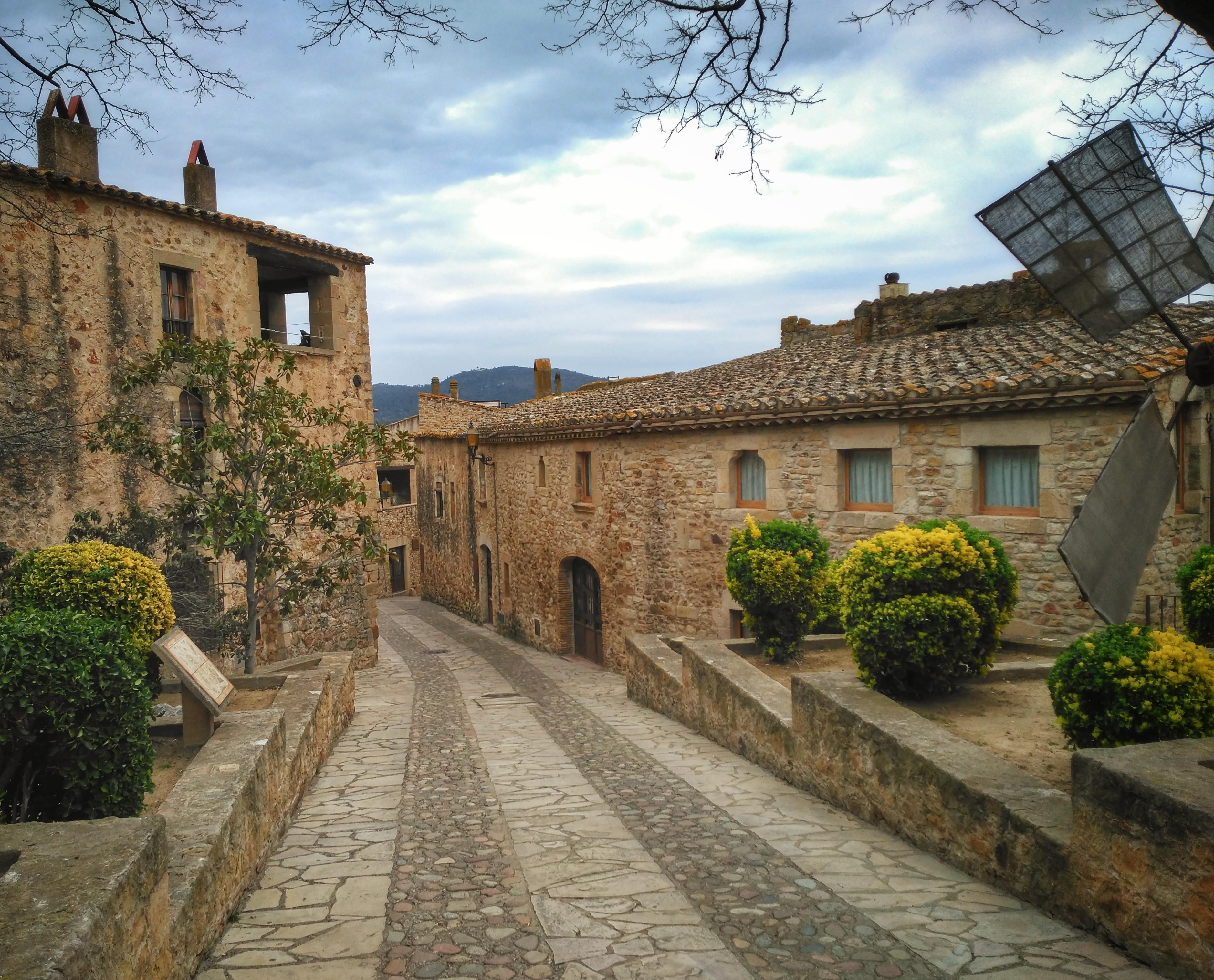
Dlážděná ulice v centru města Pals

Pals má historické centrum na kopci, obklopené rovinami, s románskou středověkou věží postavenou mezi 11. a 13. stoletím, známou jako Torre de les Hores (Věž hodin). Tato hodinová věž je vysoká 15 metrů.
Gotická čtvrť města byla rozsáhle zrekonstruována a najdeme zde dlážděné ulice přerušované půlkruhovými oblouky, fasády s lomenými okny a kamenné balkony. Městské hradby obsahují čtyři čtvercové věže pocházející ze 4. století. Mezi další zajímavosti města patří vyhlídka Josep Pla (z níž lze vidět pole Empordà a Medeské ostrovy), Plaça Major (Hlavní náměstí), hrobky v ulici Carrer Major a románský kostel Sant Pere. Ve městě se nachází také archeologické muzeum.
Na okraji hlavního města se nachází Masos de Pals, které má živé městské centrum a je oblíbenou lokalitou pro rekreační domy. Platja de Pals („Palská pláž“) je také populární rekreační oblastí.